# Concilios de Sens
Los concilios de Sens son los concilios de la iglesia organizados por la Arquidiócesis de Sens en la ciudad francesa de Sens.
El primero se celebró alrededor del 600 o 601, en conformidad con las instrucciones del papa San Gregorio Magno que especialmente aconsejaba la guerra contra la simonía. San Columbano se negó a asistir porque la cuestión de la fecha de la Pascua (que estaba por decidirse) estaba dividiendo a francos y bretones.
En 657, 669 (o 670), 846, 850, 852, 853, 862, 980, 986, 996, 1048, 1071 y 1080 se llevaron a cabo una serie de concilios (la mayoría relacionados con los privilegios de la abadía de Saint-Pierre-le-Vif, en Sens) .
El concilio de 1140, el que tuvo mayor importancia, según la carta emitida por el arzobispo Henri Sanglier, no parece haber tenido más objeto que resaltar y solemnizar la exposición de las reliquias con las que enriqueció la catedral de Sens. Sin embargo, el trabajo principal de este concilio, que incluyó representantes de las provincias eclesiásticas de Sens y Reims y al que asistió san Bernardo de Claraval, fue la condena de la doctrina de Abelardo. Abelardo apeló desde el concilio a Roma, pero los obispos de ambas provincias insistieron, en dos cartas a Inocencio II, que se confirmara la condena. Aunque Martin Deutsch dató este concilio en 1141, el abad Vacandard probó, con una carta de Pedro el Venerable a Héloïse, la 'Continuatio Praemonstratensis', la 'Continuatio Valcellensis' y la lista de los priores de Clairvaux que la fecha de 1140 de Baronius era la correcta. Sin embargo, Constant Mews ha argumentado de manera consistente, revisando todas las fuentes disponibles que, de hecho, tuvo lugar en 1141.
El concilio de 1198 se ocupó de la secta maniquea de los poplicanos que se había extendido por la región del Nivernais, a la que se decía que pertenecían el deán de Nevers y el abad de Saint-Martin de Nevers. Después del concilio, el papa Inocencio III ordenó a su legado apostólico Pedro de Capua y al obispo de París Eudes de Sully que investigaran el caso.
Se celebraron concilios en 1216 y en 1224, este para condenar un libro de Juan Escoto Erígena, y posteriormente, la mayoría de ellos por medidas disciplinarias, en los años 1239, 1252, 1253, 1269, 1280, 1315, 1320, 1460, 1485.
Finalmente, se celebraron en 1524 (sínodo diocesano), 1528 (concilio de la provincia de Sens), 1554, 1612 (concilio de la provincia de Sens, pero mantenido en París), 1644 (sínodo diocesano) y 1658 (comienza el 4 de septiembre, convocado por Louis Henry de Gondrin).